# Sidoasri (Sumbermanjing)
Sidoasri is een bestuurslaag in het regentschap Malang van de provincie Oost-Java, Indonesië. Sidoasri telt 4485 inwoners (volkstelling 2010).